# 深圳金融电子结算中心
深圳金融电子结算中心是中華人民共和國首家金融电子结算中心。于1995年12月18日正式成立。中心实行会员制，目前有深圳市各国内银行、外资银行在内的会员银行39家，最高权力机构为会员大会，经营管理实行理事会领导下的总经理负责制。